# Ctenus hibernalis
Ctenus hibernalis este o specie de păianjeni din genul Ctenus, familia Ctenidae, descrisă de Hentz, 1844. Conform Catalogue of Life specia Ctenus hibernalis nu are subspecii cunoscute.